# Anopheles fausti
Anopheles fausti är en tvåvingeart som beskrevs av Vargas 1943. Anopheles fausti ingår i släktet Anopheles och familjen stickmyggor. Inga underarter finns listade i Catalogue of Life.